# Yves Nat
Yves Nat (* 29. Dezember 1890 in Béziers; † 31. August 1956 in Paris) war ein französischer Pianist und Komponist.

## Leben
Yves Nat wuchs in seiner Geburtsstadt Béziers auf, wo sich seine musikalische Begabung schon früh zeigte. Im Alter von 7 Jahren spielte er bereits an der großen Orgel der Kathedrale von Béziers und begann seine musikalische Ausbildung am Konservatorium in Toulouse. Mit 10 Jahren dirigierte er eine Aufführung des städtischen Sinfonieorchesters Béziers, wo u. a. eine eigene Komposition, seine „Orchesterfantasie“, auf dem Programm stand. Durch eine Besprechung des Konzerts im Pariser Le Figaro wurden Gabriel Fauré und Camille Saint-Saëns auf ihn aufmerksam. Sie ermutigten ihn, seine Studien am Conservatoire de Paris bei Louis Diémer fortzusetzen, wo er 1907 in der Meisterklasse des Pianisten den 1. Preis gewann. Weitere Klavierpreise folgten, doch Nat zeigte sich an einer Solistenkarriere nicht sonderlich interessiert. Er zog es vor, mit anderen Instrumentalisten Kammermusik zu spielen; unter anderem war er Duopartner von Jacques Thibaud, George Enescu und Eugène Ysaÿe. 1911 unternahm er eine erste Konzerttournee in die USA, musste seine Pianistenkarriere aber während des Ersten Weltkriegs unterbrechen, da er als Soldat eingezogen wurde. Trotzdem blieb ihm genug Zeit zum Komponieren, und es entstanden die ersten gedruckten Werke, die „6 Préludes pour piano“ und die „6 Chansons à Païney“.
Nach dem Krieg setzte Nat seine Pianistenkarriere fort, die ihn bis Mitte der 1930er Jahre auf alle Kontinente führte. Von 1934 bis zu seinem Tod wirkte er als Professor für Klavier am Pariser Konservatorium. 1935 zog er sich zugunsten seiner Familie völlig aus dem Konzertleben zurück und widmete sich ab 1937 verstärkt der Komposition und seiner Lehrtätigkeit. Zu seinen Schülern zählten u. a. Pierre Sancan, Jacques Loussier sowie Jörg Demus.
1953 nahm er für einige wenige Monate seine Konzerttätigkeit wieder auf und spielte u. a. den Solopart seines eigenen Klavierkonzertes – an dem er 20 Jahre lang gearbeitet hatte – bei der Uraufführung am 4. Februar 1954 im Théâtre des Champs-Élysées in Paris, zusammen mit dem Orchestre National de la Radio-Diffusion Française unter Leitung von Pierre Dervaux.
Yves Nats Repertoire umfasste in erster Linie Klaviermusik deutscher Komponisten, vor allem von Franz Schubert, Robert Schumann und Johannes Brahms. Neben einigen wenigen frühen Schallplattenaufnahmen aus der Zeit zwischen 1929 und 1935 (u. a. mit dem Klavierkonzert von Robert Schumann und einigen eigenen Klavierkompositionen) gibt es ein paar Aufnahmen aus den 1940er Jahren (u. a. mit den „Symphonischen Variationen“ für Klavier und Orchester von César Franck). Ab Anfang der 1950er Jahre spielte er weitere Schallplatten ein, vor allem mit Klavierwerken von Robert Schumann, Johannes Brahms, Frédéric Chopin, und – Mitte der 1950er Jahre – alle 32 Sonaten von Ludwig van Beethoven.
Yves Nat erkrankte 1953 an Krebs, setzte aber seine Konzert- und Schallplatten-Aufnahmetätigkeit fort. Er starb im August 1956 an einem Herzinfarkt. Sein Grab befindet sich auf dem Cimetière de Passy.
Neben zahlreichen Klavierwerken komponierte Yves Nat Kammermusik und ein Oratorium.
Zu den Klavierwerken gehören 6 Préludes (1913–1919), Sonatine (1920), Pour un petit Moujik (1921), Clown (1922), Berceuse pour un nénuphar (postum ediert 1971) sowie ein Klavierkonzert (1953).